# Centre Européen d’Éducation Permanente
Het Centre Européen d’Éducation Permanente (CEDEP) is een Europees opleidingscentrum voor managementopleidingen en permanente vorming, gevestigd op de INSEAD campus in Fontainebleau.
CEDEP werd opgericht door zes bedrijven in 1969 waaronder L'Oréal, BSN en Gervais Danone. De opleidingen staan open voor de kaderleden van de geassocieerde bedrijven, leden genoemd. Intussen zijn meer dan 20 bedrijven lid, en volgden meer dan 2.000 personen per jaar met meer dan 20 nationaliteiten opleidingen. CEDEP telt reeds meer dan 20.000 alumni. Op de campus bevindt zich een verblijfsruimte voor de studenten met 126 kamers.
Tot de CEDEP leden behoren L'Oréal, Valeo, Groupe Renault, CGG, Safe Group, Brambles, Mérieux Université, Moët Hennessy, Bekaert, Delta Lloyd, Tata Steel, Havas Media Group, Honeywell, ITT, Transocean, Scor.
Het eerste niet Europese lid was Tata Steel in 1991, het eerste Amerikaans lid was BMSI in 1996.
De opleiding General Management Programme werd in 1971 opgestart. Andere opleidingspakketten volgden; Achieving Managerial Excellence in 1988, Safety and Leadership Progrmama in 2008, Tax Leadership Programme in 2016 en Company Specific Programmes reeds van 1979.